# 170 (číslo)
Sto sedmdesát je přirozené číslo, které následuje po čísle sto šededesát devět a předchází číslu sto sedmdesát jedna. Římskými číslicemi se zapisuje CLXX.

## Chemie
- 170 je nukleonové číslo třetího nejméně běžného izotopu erbia a současně druhého nejméně běžného izotopu ytterbia.[1]

## Matematika
- deficientní číslo

## Doprava
- Silnice II/170 je česká silnice II. třídy vedoucí na trase Němětice – Čestice – Vacov – Zdíkovec[2]

## Astronomie
- 170 Maria je planetka hlavního pásu.

## Roky
- 170
- 170 př. n. l.